# Guillaume François Le Trosne

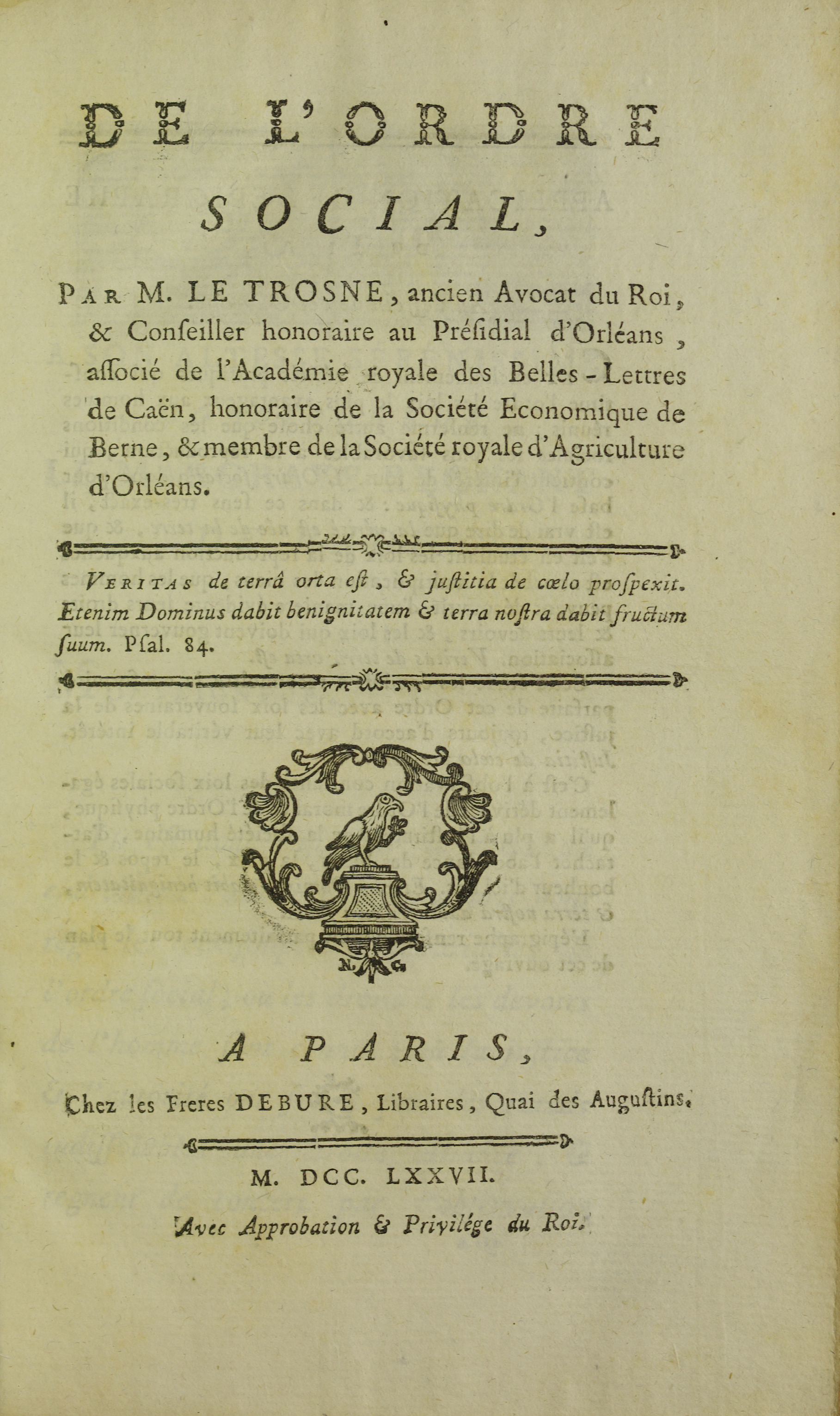
De l'ordre social, 1777

Guillaume François Le Trosne (Orleans, 13 d'octubre de 1728 - París, 26 de maig de 1780) fou un economista i jurista francès.
Seguidor de la teoria de la Fisiocràcia de Quesnay i Turgot, va analitzar la influència de la jurisprudència en les lleis, defensant la idea del tableau économique a les seves publicacions.

## Biografia
Fill de Guillem le Trosne, conseller i secretari del rei, jutge magistrat de la batllia d'Orleans, i Margarita Teresa Arnault, filla de Lluís Arnault Nobleville, un burgès comerciant d'Orleans.
Va estudiar Dret a Orleans, seguint l'exemple paternal. El 1748, durant el seu primer any de carrera, fou alumne del cèlebre Robert Joseph Pothier.
El 1753 va entrar a l'oficina del defensor del rei d'Orleans. Fins al 1763, va tractar qüestions de dret natural, dret internacional i el dret feudal. Membre fundador de la Reial Societat Agrícola de la generalitat d'Orleans, el mateix any es va convertir en un devot seguidor de la doctrina desenvolupada per François Quesnay. A més, entre 1765 i 1767 va escriure articles sobre economia en diverses revistes professionals. Des de 1768 es dedica a treballar sobre qüestions més àmplies, desenvolupant els principis fonamentals del moviment fisiocràtic.
Al costat de la seva funció tasca com a escriptor, a partir de 1769 es converteix en membre associat de l'Académie royale des belles-lettres de Caen. També fou membre honorari de la Societat Econòmica de Berna. El 1774 va deixar el seu càrrec a l'oficina d'advocats del rei, i va rebre el títol de conseller honorari d'Orleans.
La seva obra més important, en què hi ha una explicació detallada del pensament fisiocràtic administratiu, és també la seva darrera obra, publicada el 1779: De l'administration provinciale et de la réforme de l'impôt.
Poc després d'aquest episodi, La Trosne va morir a París el 26 maig de 1780, arran d'una pneumònia.

## Obres destacades
- Liberté du commerce des grains 1765
- Lettres a un ami sur les avantages de la liberté du commerce des grains et le danger des prohibitions. Paris 1768.
- La Liberté du Commerce des Grains toujours utile & jamais nuisible, Paris 1768.
- De l'Intérêt social, par rapport à la valeur, à la circulation, à l'industrie, & au commerce intérieur & extérieur: ouvrage élémentaire, dans lequel on discute quelques prinipes de M. l'abbé de Condillac. Paris 1777.
- De l'ordre social, ouvrage suivi d'un traité élémentaire sur la valeur, l'argent, la circulation, l'industrie & le commerce intérieure & extérieur. Paris 1777.
- De l'Administration provinciale, et de la Réforme de l'impôt. 2 Bände. Basel, Paris 1788.